# Traqueur
Cet article possède un paronyme, voir Tracker.
Traqueur est une entreprise française spécialisée dans les services de géolocalisation après-vol de véhicules, de télématique embarquée et d’éco-télématique (via sa filiale Fleet Technology).

## Historique
Traqueur SA est créée en 1997 « dans le seul but de développer en France le système de détection de véhicules volés LoJack, sous licence de cette société ».
Durant les cinq années qui suivent, Traqueur S.A. met en place l’infrastructure nécessaire à son système VHF (sites radios, détecteurs, informatique centrale) et expérimente grandeur nature la récupération des véhicules volés avec la gendarmerie nationale. 
En 2001, Traqueur signe une convention avec la gendarmerie nationale (ministère de la Défense). Elle obtient l’attribution, par l'autorité de régulation des télécommunications (ART), de l'usage exclusif de la fréquence radio spécifique nécessaire ; elle devient la première entreprise utilisant le système radio.
En 2002, la commercialisation de l’après-vol est lancée. Traqueur signe des partenariats avec les assurances (AXA, MMA, GAN…) et des constructeurs automobiles (Groupe Volkswagen France, Mercedes-Benz, Chrysler…) et atteint, au premier trimestre 2006, 35 000 abonnés. 
En 2006, Traqueur rachète Fleet Technology (Volsatt) et donne naissance au premier groupe français de récupération de véhicules volés et de géolocalisation. 
En 2007, à l'occasion de la 7e édition du palmarès Deloitte Technology Fast 50, qui distingue les sociétés high tech ayant connu le plus fort taux de croissance sur les cinq dernières années, Traqueur remporte cinq prix dont le prix national. 
En 2008, Traqueur atteint le seuil des 100 000 abonnés pour sa gamme après-vol. 
Cette année est aussi l’année du développement de sa gamme professionnelle : 
- le développement de nouvelles solutions de gestion de flottes permettant la remontée d'informations (consommation de carburant, temps de conduite, etc.),
- la sortie de la nouvelle version de sa solution de géolocalisation (e-manager V8) pour l’optimisation de parc de véhicules des professionnels.

Un nouveau virage technologique est amorcé par l’entreprise en 2010 qui annonce le lancement d’un après-vol auto alimenté et autonome, le Traqueur Spot SP, ainsi que des Traqueur i-Link et i-Twin.
La même année, Traqueur se voit attribuer le projet industriel, labellisé par les pôles de compétitivité Tenerrdis et Systematic, visant à développer un outil de monitoring des installations photovoltaïques universel avec ses partenaires Greenercos, Tenesol, Webdyn et l’Institut national de l'énergie solaire. L’entreprise signe, en cette même année, un partenariat d’équipement exclusif d’après-vol avec Maserati et Lexus.
La solution de pacification de conduite, eco-profiler, est lancée en mars 2011, ainsi qu’e-manager Trailer, solution de sécurisation et de gestion des remorques de poids lourds.
En 2012 Traqueur lance la gamme Alcotraq destinée à lutter contre l’alcool au volant. L'entreprise conclut un partenariat avec la société Pelimex, fournisseur d’éthylotests aux forces de l’ordre, et devient distributeur exclusif de leurs produits pour les réseaux de marques automobiles, les loueurs et les grands comptes. 
En 2014, lancement du Traqueur Rider. Traqueur est qualifié « entreprise innovante » pour la 14e année consécutive par BPI-Oséo et est lauréat du prix des services Auto Infos 2013.
Traqueur est membre du Transports collectifs urbains de personnes et de marchandises (LUTB).
En 2015, Traqueur lance NANO, une balise mobile dédiée à l’Internet des objets (IoT). Traqueur NANO permet le traçage des véhicules et des objets. De dimension extrêmement réduite, la balise NANO dispose d'une autonomie de plusieurs années et intègre des technologies indoor + outdoor.[non neutre]
En 2018, la société Coyote System annonce l'acquisition de près de 70 % du capital de Traqueur. À la suite de cette opération, Coyote annonce le lancement d'une offre Coyote Secure qui permet d'associer l'appli Coyote et le tracking en cas de vol du véhicule.

## Produits
- Traqueur Spot
- Traqueur NANO
- Coyote by Traqueur + accessoires
- Geofirst
- Alcotraq

### Après-vol auto
- Traqueur Spot
- Traqueur Ilink (+ Ouételle)
- Traqueur Itwin (+ Ouételle)

Les technologies utilisées sont la VHF (permet une détection dans les lieux confinés ainsi qu’en sous-sol) et GPS / GSM (permettent de repérer immédiatement la position de par la technologie satellitaire). 

### Après-vol moto
- Traqueur Rider Spot
- Traqueur Rider NANO
- Traqueur Rider I-link (+ Ouételle)
- Traqueur Rider I-Twin (+Ouételle)

### Fleet Technology
Traqueur opère également de la gestion de flotte et de la remontée d’informations via sa filiale Fleet Technology. Fleet Technology accompagne les entreprises dans leurs spécificités métier et propose des solutions sur mesure géolocalisation en temps réel, optimisation des déplacements et des coûts de maintenance, réduction de la consommation de carburant et des émissions de CO2, alertes mécaniques, pacification de conduite, motoring, mesures et surveillances des activités de production, protection contre les vols.
En 2006, Traqueur rachète Fleet Technology (Volsatt) et donne naissance au premier groupe français de récupération de véhicules volés et de géolocalisation. 

#### Produits
Gestion de flotte
- e-manager  [11]
- ouételle Pro
- device management

Éco-télématique
- e-manager eco-cost
- e-manager eco-profiler
- e-manager Trailer